# Järveküla (Rae)
Järveküla – wieś w Estonii, w prowincji Harju, w gminie Rae.
| Rok                | 1959 | 1970 | 1979 | 1989 | 1996 | 2003 | 2008 | 2009 | 2010 |
| ------------------ | ---- | ---- | ---- | ---- | ---- | ---- | ---- | ---- | ---- |
| Liczba mieszkańców | 77   | 73   | 99   | 66   | 66   | 143  | 363  | 437  | 493  |

## Osoby związane z miejscowością
- Marie Kaldvee – curlerka[2]
- Liisa Turmann – curlerka[2]